# Hallelesis servatius
Hallelesis servatius är en fjärilsart som beskrevs av Jean Baptiste Godart 1824. Hallelesis servatius ingår i släktet Hallelesis och familjen praktfjärilar. Inga underarter finns listade i Catalogue of Life.